# Prionurus
Prionurus là một chi cá biển thuộc họ Cá đuôi gai. Ngoại trừ Prionurus biafraensis là loài bản địa của Đại Tây Dương, những loài còn lại trong chi này đều được tìm thấy ở Thái Bình Dương. Thức ăn chủ yếu của chúng các loài tảo.

## Từ nguyên
Từ định danh prionurus trong tiếng Hy Lạp cổ đại có nghĩa là "đuôi cưa", ám chỉ các phiến xương nhọn, hay còn gọi là ngạnh trên cuống đuôi của các loài trong chi này.

## Mô tả
Các loài Prionurus có cơ thể hình bầu dục, mõm hơi nhọn với các ngạnh sắc ở hai bên cuống đuôi. Chiều dài cơ thể được ghi nhận ở các loài trong chi này nằm trong khoảng từ 20 đến 70 cm

## Các loài

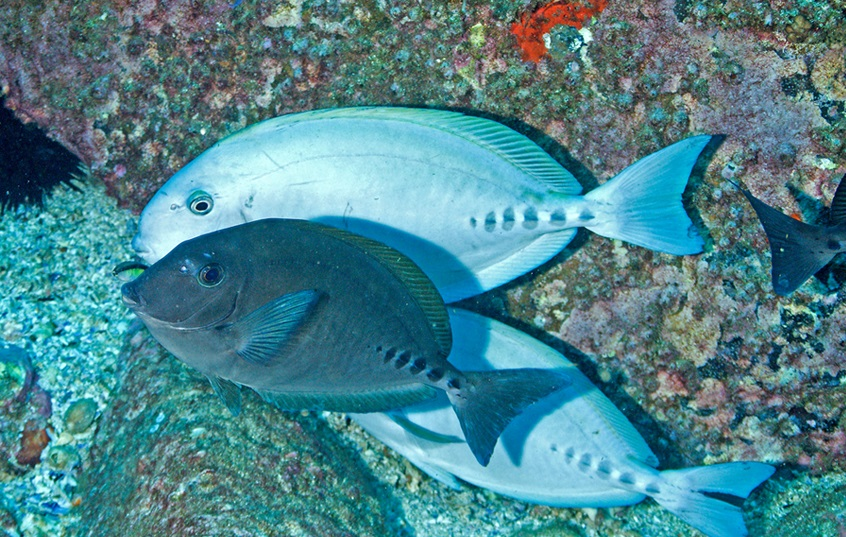
Prionurus microlepidotus

Có tất cả 7 loài được công nhận là hợp lệ trong chi này, bao gồm:
- Prionurus biafraensis (Blache & Rossignol, 1961)
- Prionurus chrysurus J. E. Randall, 2001
- Prionurus laticlavius (Valenciennes, 1846)
- Prionurus maculatus J. D. Ogilby, 1887
- Prionurus microlepidotus Lacépède, 1804
- Prionurus punctatus T. N. Gill, 1862
- Prionurus scalprum Valenciennes, 1835